# Xylocopini
Los xilocopinos (Xylocopini) son una tribu con un solo género, Xylocopa, de himenópteros ápidos de la subfamilia Xylocopinae conocidos vulgarmente como abejorros carpinteros. Son grandes, velludos y generalmente negros. Son de distribución mundial. Hay 500 especies en 31 subgéneros. Su nombre se refiere a que hacen sus nidos en la madera, pueden excavarla con sus fuertes mandíbulas.
La otra tribu en la subfamilia Xylocopinae es Ceratinini que se diferencia fundamentalmente de los abejorros carpinteros por el tamaño; son mucho más pequeños. Además, en vez de excavar sus nidos usan tallos huecos.
Suelen ser abejas solitarias pero en algunas especies viven en túneles en proximidad a sus hijas y hermanas, son casi sociales.
Los machos de muchas especies tienen una marca blanca en la cara. En la primavera se los suele ver patrullando una zona y esperando a las hembras para aparearse. En otras especies los machos no patrullan pero tienen una glándula en el tórax que produce feromonas para atraer a las hembras.
- Datos: Q11094578
- Multimedia: Xylocopini / Q11094578
- Especies: Xylocopini